# Malvina Tavares
Julia Malvina Hailliot Tavares ou Malvina Tavares (Encruzilhada do Sul, 24 de novembro de 1866 – Cruzeiro do Sul, 16 de outubro de 1939) foi uma das mais ativas militantes anarquistas brasileiras, poetisa e pioneira da educação libertária na região sul do Brasil. Foi responsável pela criação de uma escola aos moldes da escola moderna de Francisco Ferrer, no município de São Gabriel do Lajeado, na qual educaria notáveis libertários da geração que procedeu a sua.

## Vida
Julia Malvina Hailliot era Filha de François de Lalemode Hailliot e de Henriette Souleaux Hailliot, imigrantes franceses que chegaram ao Brasil em meados do século XIX. Os poucos registros sobre seus pais, sua infância e adolescência encontram-se em seu diário que se mostra cheio de lacunas sobre seu passado. Nele Malvina faz referência ao fato de sua mãe ter nascido em um castelo em Bordeaux dando a entender através desta passagem uma possível origem aristocrática de parte de sua família. Não existe no entanto, qualquer confirmação desta informação e a vinda da família Hailliot no Brasil em meados do século XIX permanece obscura.
Em fins da década de 1880, Malvina foi enviada a capital por sua família para estudar na Escola Normal de Porto Alegre. Nesta escola foi colega de outra futura pedagoga libertária Ana Aurora do Amaral Lisboa  que, apesar das inúmeras coincidências no que se refere às trajetórias de vida ambas, jamais chegou a conhecer.
Na década seguinte, em 1890 casou-se já formada com o comerciante português José Joaquim Tavares e manteve ativo envolvimento com a política de sua época. Com a chegada de Júlio de Castilhos ao poder e instituído seu repúdio à interferência da federação nos assuntos da província, defensores do federalismo como Malvina Tavares e Ana Autora do Amaral Lisboa não sairiam ilesos. Em 1898 já professora, acompanhada do marido Malvina foi transferida da cidade de Porto Alegre para a vila de Encruzilhada do Sul. Dois anos depois, em 1900, mudou-se para São Gabriel da Estrela, antigo nome para o atual município de Cruzeiro do Sul onde lecionaria para gerações até o fim de sua vida.
Apesar das adversidades Malvina persistiu no cargo professora tomando para si a tarefa de educar as crianças da área rural daquela localidade. Sem um prédio que servisse de escola inicialmente Malvina educou as crianças em sua própria casa. Sua influência na região certamente superou o espaço da educação das crianças alcançando toda a comunidade. Enquanto docente aboliu os castigos corporais aos estudantes, muito comuns na época, e passou a inovar nos métodos de educação, abolindo o ensino religioso e adotando didática revolucionária proposta pelo educador anarquista catalão Francisco Ferrer Y Guardia.

### Legado
O legado de Malvina Tavares dentro do movimento operário do início do século XX é notável.
Vários de seus alunos mais tarde se tornariam militantes anarquistas e professores, em grande medida inspirados nos ideais de educação libertária a qual se filiava a professora. Esta geração de militantes nutriria um sentimento de grande admiração por Malvina. Armando Martins, Artur Fabião Carneiro, Cecílio Villar, Dulcina Martins, Espertirina Martins, Eulina Martins, Nino Martins e Virgínia Martins  todos eles alunos de Malvina Tavares, quando adultos tornaram-se grandes articuladores anarquistas e sindicalistas.
Em sua família também persistiram as idéias revolucionárias por gerações, sem esquecer da herança deixada por essa pioneira. O jornalista Flávio Tavares, um de seus netos se envolveria na luta armada contra a ditadura sendo preso e intensamente torturado e, mais tarde em 7 de setembro de 1969 um dos 15 presos políticos trocados pelo embaixador americano Charles Burke Elbrick seqüestrado por grupos de resistência. Flavio Tavares dedicou em 2004 in memorian à sua avó o livro O dia em que Getúlio Matou Allende e outras novelas.
Existe também uma rua com seu nome na cidade de Porto Alegre. 